# Diocese de Goya
A Diocese de Goya (em latim: Dioecesis Goyanensis) é uma diocese localizada na cidade de Goya, pertencente a Arquidiocese de Corrientes na Argentina. Foi fundada em 10 de abril de 1961 pelo Papa João XXIII. Com uma população católica de 286.900 habitantes, sendo 92,1% da população total, possui 24 paróquias com dados de 2017.

## História
A Diocese de Goya foi criada a partir da então diocese de Corientes em 10 de abril de 1961, essa por sua vez foi elevada à condição de arquidiocese. Em 3 de julho de 1979 perdeu território juntamente com a Arquidiocese de Corrientes para a criação da Diocese de Santo Tomé. 

## Lista de bispos
A seguir uma lista de bispos desde a criação da diocese. 
|                 | Nome                    | Período    | Notas                    |
| Bispo           | Bispo                   | Bispo      | Bispo                    |
| --------------- | ----------------------- | ---------- | ------------------------ |
| 4º              | Adolfo Ramón Canecín    | 2015-atual |                          |
| 3º              | Ricardo Oscar Faifer    | 2002-2015  |                          |
| 2º              | Luis Teodorico Stöckler | 1985-2002  | Nomeado Bispo de Quilmes |
| 1º              | Alberto Devoto          | 1961-1985  |                          |
| Bispo-coadjutor |                         |            |                          |
|                 | Adolfo Ramón Canecín    | 2014-2015  |                          |